# União Cristã (Países Baixos)

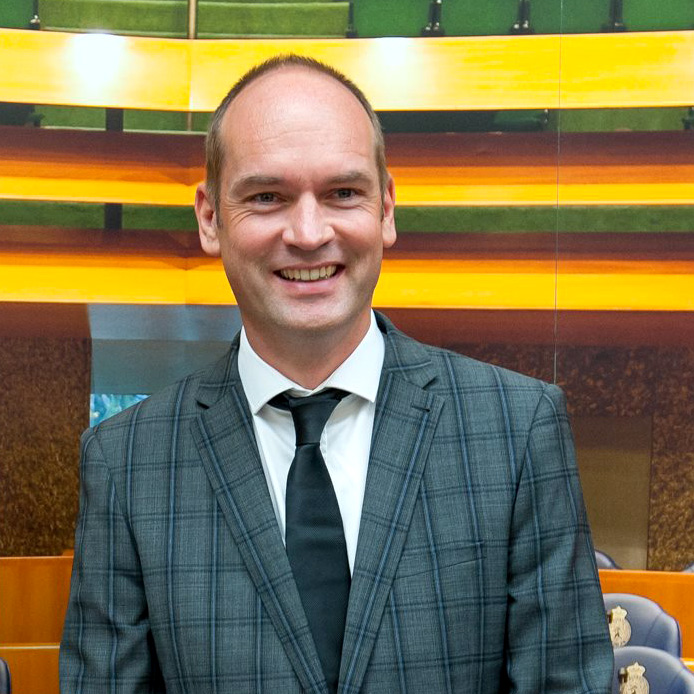
Gert-Jan Segers

A União Cristã (em neerlandês: ChristenUnie, CU) é um partido político dos Países Baixos, fundado no ano 2000 pela união da União Política Reformada (GPV) e da Federação Política Reformada (RPF).
O partido inspira-se na Bíblia, para guiar as suas ideias políticas. O partido aproxima-se do centro-esquerda pela sua defesa do Estado social, pelo seu ecologismo e pelos ideais liberais quanto à imigração, mas, pela sua posição conservadora quanto a temas como o casamento gay, aborto e inseminação artificial, aproxima-se do centro-direita. O partido é considerado um partido democrata-cristão, mas descreve-se a si mesmo como um partido social cristão.
O seu actual líder é Gert-Jan Segers e, no Parlamento Europeu, o partido senta-se no grupo dos Reformistas e Conservadores Europeus.

## Resultados eleitorais

### Eleições legislativas
| Data | CI.  | Votos   | %           | +/-     | Deputados | +/-     | Status   |
| ---- | ---- | ------- | ----------- | ------- | --------- | ------- | -------- |
| 2002 | 8.º  | 240 953 | 2,5 / 100,0 |         | 4 / 150   |         | Oposição |
| 2003 | 8.º  | 204 649 | 2,1 / 100,0 | 0,4     | 3 / 150   | 1       | Oposição |
| 2006 | 7.º  | 390 969 | 4,0 / 100,0 | 1,9     | 6 / 150   | 3       | Governo  |
| 2010 | 8.º  | 305 094 | 3,2 / 100,0 | 0,8     | 5 / 150   | 1       | Oposição |
| 2012 | 7.º  | 294 586 | 3,1 / 100,0 | 0,1     | 5 / 150   | Estável | Oposição |
| 2017 | 8.º  | 356 271 | 3,4 / 100,0 | 0,3     | 5 / 150   | Estável | Governo  |
| 2021 | 10.º | 347 500 | 3,4 / 100,0 | Estável | 5 / 150   | Estável |          |

### Eleições europeias
| Data | CI. | Votos   | %           | +/-     | Deputados | +/-     | Notas           |
| ---- | --- | ------- | ----------- | ------- | --------- | ------- | --------------- |
| 2004 | 7.º | 279 880 | 5,9 / 100,0 |         | 1 / 27    |         | Aliança com SGP |
| 2009 | 8.º | 310 540 | 6,8 / 100,0 | 0,9     | 1 / 25    | Estável | Aliança com SGP |
| 2014 | 8.º | 310 540 | 6,8 / 100,0 | Estável | 1 / 26    | Estável | Aliança com SGP |
| 2019 | 7.º | 375 660 | 6,8 / 100,0 | Estável | 1 / 26    | Estável | Aliança com SGP |